# Великий гетьман коронний
Вели́кий ге́тьман коро́нний (пол. Hetman wielki koronny) — один із центральних урядів (посад) у Польському королівстві (до 1569) й Короні Польській Речі Посполитої. Голова найманих (затяжних) військ, командир усієї польської коронної армії.

## Історія
Польща перейняла цей найвищий військовий уряд у Чехії в другій половині XV ст. разом із системою найманого війська.
До середини XV ст. гетьман великий коронний призначався королем лише на час війни, від 1503 р. — постійно, з титулом «великий коронний». Від 1581 р. цей пост був пожиттєвим, від 1717 р. — платним. З часом гетьман великий коронний почав призначатися на сеймах. Від 1768 р. — засідав у сенаті.
До 30-х років XVI ст. гетьман командував найманими військами, пізніше — усіма видами військ. Гетьман також відав військовими справами і військовим судочинством, командував армією під час війни, керував зовнішніми відносинами. Клейнодом влади гетьмана був гетьманський знак.
Мав величезну владу, обмежену на сеймі 1717 р. Тоді йому, зокрема, було заборонено змінювати штат війська, використовувати військо для тиску на сеймики, трибунали й обрання короля, контактувати з іншими країнами, відібрано обов'язок провадити фінансові справи війська і введено обов'язкову присягу на вірність королю й Речі Посполитій.
З часом був підпорядкований Військовій коронній і Військовій литовській комісіям, створеним у 1764 і 1765 pp. Коли 1775 р. виникла Постійна рада, Гетьман очолював у ній Військовий департамент, але втратив усю військову владу і став лише виконавцем її розпоряджень.
У Великому князівстві Литовському головнокомандувач іменувався гетьманом великим литовським.
З 1539 р. у феодальній Польщі існували посади гетьманів польних (керували прикордонними військами, заступали Гетьмана великого коронного).

## Гетьмани
| 1503—1515                                                     | Миколай Каменецький        |
| із роду Каменецьких гербу Пилява. Польний гетьман коронний.   |                            |
|                                                               |                            |
| 1515—1526                                                     | Миколай Фірлей             |
| із роду Фірлеїв гербу Леварт.                                 |                            |
|                                                               |                            |
| 1527—1559                                                     | Ян-Амор Тарновський        |
| з роду Тарновських гербу Леліва. Краківський воєвода.         |                            |
|                                                               |                            |
| 1561—1569                                                     | Миколай Сенявський         |
| із роду Сенявських гербу Леліва. Польний гетьман коронний.    |                            |
|                                                               |                            |
| 1569—1575                                                     | Юрій Язловецький           |
| із роду Язловецьких гербу Абданк. Польний гетьман коронний.   |                            |
|                                                               |                            |
| 1578—1580                                                     | Миколай Мелецький          |
| із роду Мелецьких гербу Гриф. Подільський воєвода.            |                            |
|                                                               |                            |
| 1581—1605                                                     | Ян Замойський              |
| із роду Замойських гербу Єліта.                               |                            |
|                                                               |                            |
| 1618—1620                                                     | Станіслав Жолкевський      |
| із роду Жолкевських гербу Любич. Польний гетьман коронний.    |                            |
|                                                               |                            |
| 1632—1646                                                     | Станіслав Конецпольський   |
| із роду Конєцпольських гербу Побуг. Польний гетьман коронний. |                            |
|                                                               |                            |
| 1646—1651                                                     | Миколай Потоцький          |
| із роду Потоцьких гербу Пилява. Польний гетьман коронний.     |                            |
|                                                               |                            |
| 1654—1667                                                     | Станіслав Ревера Потоцький |
| із роду Потоцьких гербу Пилява.                               |                            |
|                                                               |                            |
| 1668—1676                                                     | Ян Собеський               |
| із роду Собеських гербу Яніна. Король Польщі.                 |                            |

| 1676—1682                                                     | Дмитро Вишневецький        |
| із роду Вишневецьких гербу Корибут. Польний гетьман коронний. |                            |
|                                                               |                            |
| 1683—1702                                                     | Станіслав Яблоновський     |
| із роду Яблоновських гербу Прус. Польний гетьман коронний.    |                            |
|                                                               |                            |
| 1702                                                          | Фелікс Потоцький           |
| із роду Потоцьких гербу Пилява. Польний гетьман коронний.     |                            |
|                                                               |                            |
| 1702—1706                                                     | Єронім Любомирський        |
| із роду Любомирських гербу Шранява. Польний гетьман коронний. |                            |
|                                                               |                            |
| 1706—1726                                                     | Адам Сенявський            |
| із роду Сенявських гербу Леліва. Польний гетьман коронний.    |                            |
|                                                               |                            |
| 1726—1728                                                     | Станіслав Матеуш Жевуський |
| із роду Жевуських гербу Кривда. Польний гетьман коронний.     |                            |
|                                                               |                            |
| 1735—1751                                                     | Юзеф Потоцький             |
| із роду Потоцьких гербу Пилява. Київський воєвода.            |                            |
|                                                               |                            |
| 1752—1771                                                     | Ян Браницький              |
| із роду Браницьких гербу Гриф. Польний гетьман коронний.      |                            |
|                                                               |                            |
| 1773                                                          | Вацлав Жевуський           |
| із роду Жевуських гербу Кривда. Польний гетьман коронний.     |                            |
|                                                               |                            |
| 1774—1793                                                     | Франциск Браницький        |
| із роду Браницьких гербу Гриф. Польний гетьман коронний.      |                            |
|                                                               |                            |
| 1793—1794                                                     | Пйотр Ожаровський          |
| із роду Ожаровських гербу Равич. Генерал-лейтенант.           |                            |